# Fimbristylis cymosa
Espèce
Synonymes
- Fimbristylis atollensis H.St.John[2]
- Fimbristylis biumbellulata Boeckeler[2]
- Fimbristylis capitata Sieber ex C.Presl[2]
- Fimbristylis glomerata (Schrad. ex Schult.) Nees[2]
- Fimbristylis laevissima Steud.[2]
- Fimbristylis melanospora Fernald[2]
- Fimbristylis reunionis Steud.[2]
- Fimbristylis sintenisii Boeckeler[2]
- Fimbristylis spathacea Roth[3]
- Fimbristylis umbellatocapitata Steud.[2]
- Fimbristylis warburgii K.Schum. ex Warb.[2]
- Iria cymosa (R.Br.) Kuntze[2]
- Iria glomerata (Schrad. ex Schult.) Kuntze[2]
- Iria multifolia (Boeckeler) Kuntze[2]
- Isolepis glomerata Schrad. ex Schult.[2]
- Isolepis haenkei J.Presl & C.Presl[2]
- Isolepis rigescens (Willd. ex Schult.) C.Presl[2]
- Isolepis schraderi A.Dietr.[2]
- Scirpus ciliolatus Boeckeler[2]
- Scirpus glomeratus Retz.[2]
- Scirpus rigescens Willd. ex Schult.[2]
- Scirpus strictus Roxb.[2]

Statut de conservation UICN

 LC  : Préoccupation mineure
Fimbristylis cymosa est une espèce de plantes de la famille des Cyperaceae.

## Liste des sous-espèces et variétés
Selon BioLib (28 octobre 2017) :
- variété Fimbristylis cymosa var. spathacea (Roth) T. Koyama

Selon Catalogue of Life (28 octobre 2017) et World Checklist of Selected Plant Families (WCSP) (28 octobre 2017) :
- sous-espèce Fimbristylis cymosa subsp. cymosa
  - variété Fimbristylis cymosa var. spathacea (Roth) T.Koyama (1971)
- sous-espèce Fimbristylis cymosa subsp. umbellatocapitata (Hillebr.) T.Koyama (1964)

Selon The Plant List (28 octobre 2017) :
- sous-espèce Fimbristylis cymosa subsp. umbellatocapitata (Hillebr.) T.Koyama
- variété Fimbristylis cymosa var. spathacea (Roth) T.Koyama

Selon Tropicos (28 octobre 2017) (Attention liste brute contenant possiblement des synonymes) :
- sous-espèce Fimbristylis cymosa subsp. cymosa
- sous-espèce Fimbristylis cymosa subsp. spathacea (Roth) T. Koyama
- sous-espèce Fimbristylis cymosa subsp. umbellato-capitata T. Koyama
- variété Fimbristylis cymosa var. cymosa
- variété Fimbristylis cymosa var. microcephala F. Br.
- variété Fimbristylis cymosa var. multifolia Domin
- variété Fimbristylis cymosa var. pycnocephala (Hillebr.) Kük.
- variété Fimbristylis cymosa var. spathacea (Roth) T. Koyama
- variété Fimbristylis cymosa var. subcapitata C.B. Clarke
- variété Fimbristylis cymosa var. umbellatocapitata Hillebr.